# 马里安·斯梅尔恰克
马里安·斯梅尔恰克（1972年12月24日—），斯洛伐克男子冰球运动员。场上位置是后卫。1994年，他曾代表斯洛伐克国家队参加1994年冬季奥林匹克运动会冰球比赛，获得第6名。